# Shelley Buckner
Shelley Buckner (ur. 7 czerwca 1989 w Dallas, Teksas w USA) – amerykańska aktorka. Najbardziej znana z roli Courtney w serialu dla młodzieży To tylko gra. Grała z takimi aktorami jak: Zac Efron, Jesse McCartney i Raven.

## Filmografia
Just for Kicks (2006) ... Courtney Markus
Summerland (2004-2005) ... Amber Starr
That's So Raven (2005) ... Gourmet Girl
Life on a Stick (2005) ... Susan
Center of the Universe (2004) ... Devin
Method & Red (2004) ... Julie Miranda
Still Standing (2003) ... Amber